# 老官地镇
老官地镇，是中华人民共和国辽宁省朝阳市建平县下辖的一个乡镇级行政单位。

## 行政区划
老官地镇下辖以下地区：
老官地村、上地村、小五家村、达拉甲村、马架子村和黄杖子村。